# Симфония № 6 (Моцарт)
Симфония № 6 фа мажор KV 43 — симфония Вольфганга Амадея Моцарта, написанная в 1767 году (композитору было 11 лет). Автограф партитуры сегодня хранится в Библиотеке Ягеллонского университета в Кракове.

## История написания и первое исполнение
Юный Моцарт начал писать симфонию в Вене, однако осенью 1767 года в городе разразилась эпидемия оспы, и вся семья уехала в моравский город Оломоуц. Здесь симфония и была закончена. Несмотря на отъезд, маленький Моцарт все же заболел оспой. Его лечение организовал ректор Оломоуцкого университета граф Подстатский, и спустя 2 месяца мальчик выздоровел. 30 декабря 1767 года в городе Брно состоялся концерт, организованный графом фон Шраттенбах, братом архиепископа Зальцбурга, на котором в том числе впервые прозвучала симфония № 6. В концерте также принимала участие 15-летняя сестра Моцарта Мария. Местный священник записал: «Я присутствовал на музыкальном концерте в городском доме, известном как „Таверна“, в котором одиннадцатилетний мальчик из Зальцбурга и его пятнадцатилетняя сестра аккомпанировали на различных инструментах для жителей Брно, вызывая у каждого восхищение» В память об этом концерте сегодня в Брно ежегодно проводят конкурс молодых пианистов до 11 лет.

## Структура
Симфония написана в четырёх частях. Время звучания — примерно 16 минут.
1. Allegro, 4/4, фа мажор
2. Andante, 2/4, до мажор
3. Menuetto and Trio, 3/4, фа мажор
4. Allegro, 6/8, фа мажор

Во второй части (Andante) Моцарт использует тему из начала своей комедии «Аполлон и Гиацинт», KV 38.

## Состав оркестра
2 флейты, 2 гобоя, 2 валторны, фагот, 2 скрипки, 2 альта, виолончель, контрабас. Впервые в своих симфониях Моцарт вводит обязательную партию альтов.